# كأس المكسيك 1950–51
كأس المكسيك 1950–51 (بالإسبانية: Copa México 1950-51)‏ هو الموسم 35 من كأس المكسيك. أشرف على تنظيمه اتحاد المكسيك لكرة القدم، وكان عدد الأندية المشاركة فيه 12، وفاز فيه أتلانتي إف سي.